# Santo Stefano del Sole
Santo Stefano del Sole là một đô thị (comune) thuộc tỉnh Avellino trong vùng Campania của Ý. Santo Stefano del Sole có diện tích 10 km2, dân số là 1936 người (thời điểm ngày). 
Thị trấn giáp ranh với: Atripalda, Cesinali, San Michele di Serino, Santa Lucia di Serino, Serino, Sorbo Serpico và Volturara Irpina. 